# 日本美少女ゲーム広告賞
日本美少女ゲーム広告賞（にほんびしょうじょゲームこうこくしょう）は、エンターブレインの主催で同社刊『TECH GIAN』掲載のアダルトゲーム広告（2003年度の第2回までは『E-LOGIN』掲載分も含む）を審査員選考・読者投票・メーカー投票の3通りの方法による採点を基に、大賞（最優秀広告賞）及び各部門賞を決定して表彰する賞。2002年創設。2008年度以降は確認されていない。

## 過去の最優秀広告賞受賞作品
- 2002年度 - SinsAbell（すたじおみりす）
- 2003年度 - 優遇接待 〜孤島の極楽へようこそ〜（Waffle）
- 2004年度 - ひなたぼっこ（Tarte）
- 2005年度 - さくらむすび（CUFFS）
- 2006年度 - 恋姫†無双 〜ドキッ☆乙女だらけの三国志演義〜（BaseSon）
- 2007年度 - ToHeart2 AnotherDays（Leaf）